# NGC 190
NGC 190은 물고기자리에 위치한 상호작용은하이다. 이 은하는 약 3,000만 년 전에 두 은하가 서로 충돌하면서 형성되었다. 1894년에 발견되었다. PGC 2322, PGC 2325, PGC 2326과 상호 작용 중이다.